# Margarita Magaña

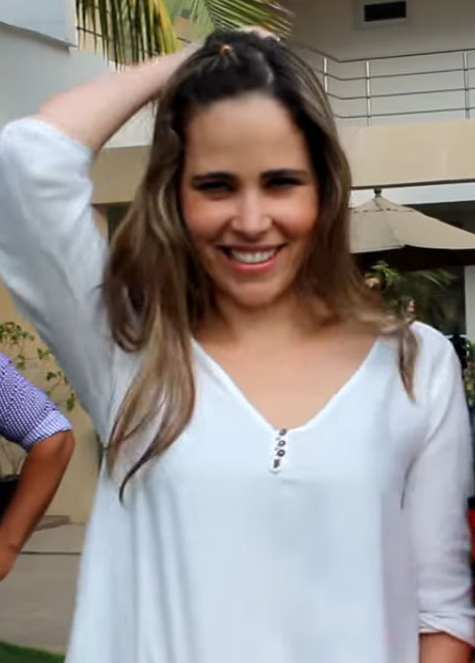
Margarita Magaña

Margarita Magaña Jiménez (* 25. Juli 1979 in Mexiko-Stadt) ist eine mexikanische Schauspielerin, die durch ihre Rollen in diversen Telenovelas bekannt geworden ist. 

## Leben

### Beruf
Ihre erste Rolle erhielt sie 1993 in der Fernsehserie El club de Gaby, wo sie in drei Episoden mitwirkte. 1998 bekleidete sie eine kleine Nebenrolle in La primera noche, ihrem bisher einzigen Spielfilm. Kurz darauf erhielt sie erstmals eine dauerhafte Rolle in der 1998 und 1999 abgedrehten Telenovela Camila, in der sie in allen 90 Episoden als Laura Escobar mitwirkte. Weitere dauerhafte Rollen erhielt sie in den Fernsehserien Teresa und Lo que la vida me robó, in denen sie 2010/11 und 2013/14 in 147 bzw. 127 Episoden mitwirkte.
In der Ausgabe von März 2014 posierte sie für das Männermagazin H – Para Hombres.

### Privat
Nachdem sie einen Vertrag bei Televisa unterzeichnet hatte, lernte sie ihren Schauspielkollegen Mauricio Aspe kennen, mit dem sie von 1999 bis 2004 verheiratet war und eine Tochter namens Shakti (nach der gleichnamigen weiblichen Urkraft des Universums im Hinduismus) hat. 
Gegenwärtig (Stand: Oktober 2017) ist Magaña mit dem Fußballspieler Adalberto Palma liiert, mit dem sie 2012 eine weitere Tochter namens Constanza bekam.

## Filmografie (Auswahl)
- 1993: El club de Gaby (3 Episoden)
- 1998: Camila (90 Episoden, bis 1999)
- 2010: Teresa (147 Episoden, bis 2011)
- 2014: Lo que la vida me robó (127 Episoden, bis 2015)